# Vidrio fenicio
Competían los fenicios con los egipcios e incluso llegaron a superarlos en perfección y fama y por más que no fueran los habitantes de Tiro y Sidón los inventores de esta industria como se creyó de antiguo, puede adjudicárseles la invención del vidrio transparente e incoloro gracias al empleo de las arenas finas que les suministraba su famoso río Belo.
Fabricaron los fenicios, como sus maestros los egipcios, collares, piedras falsas, anforitas y alabastrines de vidrio, ya incoloros ya coloreados con adornos en zigzag o con zonas lineales de color diferente y de todas estas producciones se hallan muestras en las múltiples localidades en donde se extendió el comercio o la colonización fenicia como Chipre, Ibiza, Ampurias y otros lugares de España.
- Datos: Q9093569